# Anderson Schutte
Anderson Friedrich Schutte Vessoloski (* 25. Juli 1975 in Curitiba) ist ein ehemaliger brasilianisch-deutscher Basketballspieler.

## Laufbahn
Der Sohn eines deutschen Vaters wechselte 1998 aus Brasilien zum spanischen Erstligisten Caja San Fernando. Er spielte bis Oktober 2001 für die Mannschaft in der Liga ACB, seinen besten Saisonpunktedurchschnitt dieser Zeit erreichte Schutte 2000/01 mit 6 je Begegnung. Er machte sich insbesondere durch Treffer beim Dreipunktewurf einen Namen. Nach seinem Abschied aus Sevilla stand er ab Januar 2002 ebenfalls in der Liga ACB bei Cáceres CB unter Vertrag.
Anschließend spielte Schutte bis 2008 in der zweiten spanischen Liga sowie danach noch unterklassig. Nach dem Ende seiner Laufbahn blieb er in Spanien, wurde in Sevilla als Jugendtrainer tätig. 2019 wurde Schutte Konditionstrainer beim Damen-Zweitligisten Beiman Basketball Sevilla Femenino.